# Берзаска
Берзаска (рум. Berzasca, венг. Berszászka, чеш. Berzáska, серб. Берзаска, нем. Bersaska) — коммуна и город на юго-западе Румынии, в жудеце Караш-Северин, в исторической области Банат. Город расположен на берегу Дуная, на границе с Сербией. По данным переписи 2002 года население коммуны составляет 2848 человека по переписи 2011 года.

## География
Коммуна Берзаска находится на юго-востоке жудеца Караш-Северин, в долине Дуная. в 74 километрах выше по течению от города Оршова и в 58 километрах ниже по течению от Базиаша, в регионе, относящемся к национальному парку «Железные ворота». Помимо городка Берзаска, в коммуну входят селения Бигор, Козла, Дренкова и Любкова.

## История
Городок Берзаска впервые упоминается в исторических документах в 1692 году, его название имеет славянское происхождение. Согласно «Monografia Clisurii Dunării», исследующей историю Баната, Берзаска является — наряду с городами Молдова-Нуой и Радимна — одним из древнейших поселений на среднем Дунае. В 1717—1898 годах носил название Persaskia, затем — в исполнение политики мадьяризации после перехода этой части Баната в состав венгерской части Австро-Венгрии, был переименован в Berszászka. После Трианонского мирного договора (1920) отошёл к Румынии и с 1923 года носит нынешнее название.
В мае 1943 года, во время Второй мировой войны, все проживавшие в Берзаске мужчины призывного возраста немецкой национальности были мобилизованы в вооружённые силы Германии. После перехода Румынии в августе 1944 года на сторону союзников и вступления на её территорию Советской Армии, в январе 1945 года все женщины немецкой национальности в возрасте от 18 до 30 лет и мужчины в возрасте от 16 до 45 лет были отправлены в СССР на восстановительные работы. В марте 1945 года в Румынии была проведена земельная реформа, согласно которой были конфискованы без выплаты компенсации земли и дома проживавших в Берзаске немецкого меньшинства. Затем это имущество было распределено между местным беднейшим крестьянским населением, батраками, переселенцами из других районов Румынии и т. д. В начале 1950-х годов в Берзаске, как и в остальных частях страны, проводится коллективизация сельского хозяйства. В 1951 году, в связи с ухудшением отношений между Югославией и остальными государствами социалистического лагеря, в Румынии было выселены жители пограничной югославо-румынской зоны и Бороганские степи. Переселение граждан проводилось вне зависимости от их национальности. В 1956 году им было разрешено вернуться, также возвращены были оставленные дома и земельное имущество.

## Население
Большинство жителей Берзаски составляют этнические румыны (59 %). Представители славянских народов (сербы, чехи и словаки) представляют около 30 % населения коммуны — 12,25 % чехи, 20,82 % сербы. Цыган 4,7 % населения. В поселении Бигор живут преимущественно чехи, в Любкова — сербы, словаки живут в основном в сёлах Бигор, Любкова и городке Берзаска. 82,8 % верующего населения относят себя к последователям Румынской православной церкви, 15,6 % — к католикам латинского обряда, баптистов — 2 %.